# مورلند (کنتاکی)
مورلند (به انگلیسی: Moorland) شهری در ایالت کنتاکی کشور ایالات متحده آمریکا است که جمعیت آن در سرشماری سال ۲۰۱۰ میلادی، ۴۳۱ نفر بوده‌است.